# Paganisme germanique
Le paganisme germanique désigne la religion pratiquée par les peuples germaniques depuis l'âge du fer jusqu'à la christianisation au cours du Moyen Âge. Le paganisme est un élément essentiel de la culture germanique primitive. Un certain nombre de croyances communes aux peuples germaniques peuvent être retracées à partir des vestiges archéologiques et des sources littéraires. Ancrée dans la religion proto-indo-européenne, la religion proto-germanique s'est développée pendant la période des invasions barbares, en influençant la religion nordique ancienne chez les peuples germaniques du nord, le paganisme pratiqué chez les peuples germaniques continentaux et le paganisme anglo-saxon chez les peuples de langue anglaise ancienne. La religion germanique est bien documentée dans plusieurs textes des Xe et XIe siècles, là où elle a été le mieux préservée, en Scandinavie et en Islande.

## Extension géographique

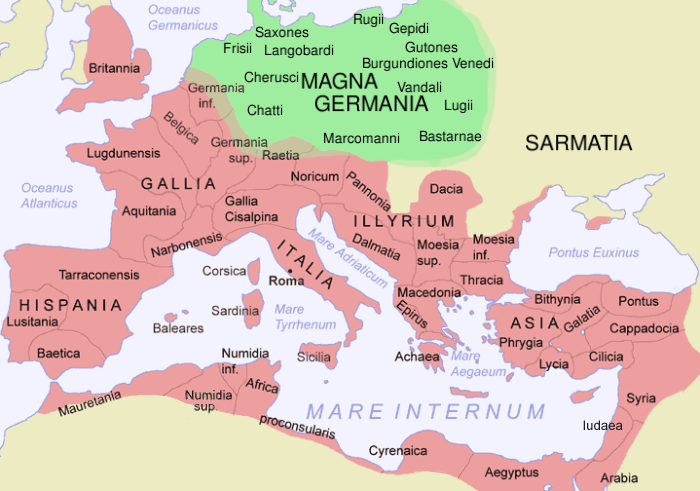
Carte de l'Empire romain et de la Germanie en 116.

La Germanie est le terme romain pour la zone située à l'est du Rhin et au nord du Danube et jusqu'aux îles de la mer Baltique (son nom provient de Jules César, qui l'a utilisé dans son traité sur les guerres gauloises, Commentarii de Bello Gallico). La zone centrale germanique, la Magna Germania, est située dans la plaine d'Europe du Nord, qui comprend principalement l'Allemagne actuelle, les Pays-Bas, le Danemark et la péninsule scandinave. Cependant, les frontières de la Germanie n'étaient pas clairement définies, car d'importantes populations germaniques vivaient à l'intérieur des frontières de l'Empire romain, et l'influence romaine s'étendait jusqu'à la « Germanie libre », au-delà de la frontière du Limes. En Europe centrale, la culture celtique était déjà dominante et les premières pratiques religieuses germaniques étaient influencées par les Celtes. Plus tard, des éléments de la culture romaine ont été mélangés à la culture germanique, qui fournit des preuves archéologiques de dieux romains, de statues et de mines d'or. Les Germains n'ont jamais vraiment constitué un groupe uniforme, mais certains systèmes religieux sont connus à partir de textes médiévaux, qui peuvent être le résultat d'une fusion de diverses croyances, à partir de l'héritage de tribus germaniques réparties dans toute l'Europe centrale. Parmi les peuples germaniques de l'Est, on peut discerner des traces de paganisme gothique à partir de rares artefacts et attestations. Selon l'historien John Thor Ewing, en tant que religion, la version germanique était composée « d'adorateurs individuels, de traditions familiales et de cultes régionaux dans un cadre largement cohérent ».

## Sources

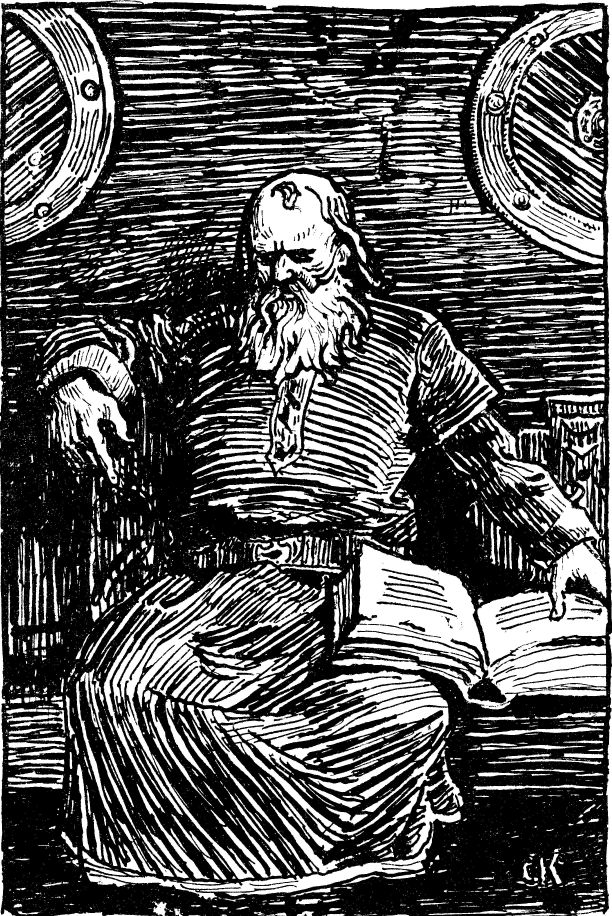
L'historien islandais du siècle Snorri Sturluson fournit des sources majeures sur l'histoire du paganisme germanique.

Il existe peu de sources écrites sur le paganisme germanique, et peu de celles qui existent ont été écrites par des participants à cette religion. La littérature orale traditionnelle, associée à la religion païenne, a très probablement été délibérément supprimée lorsque les institutions chrétiennes sont devenues dominantes en Allemagne, en Angleterre et en Scandinavie au cours du Moyen Âge. On trouve cependant des descriptions des premières pratiques religieuses germaniques dans les œuvres d'écrivains romains tels que Tacite dans son ouvrage Germania du premier siècle.
Dans l'Islande médiévale en revanche une grande quantité de documents en langue germanique ont été écrits sur le sujet des traditions païennes, principalement les poèmes mythologiques de l'Edda poétique, de l'Edda en prose et des vers skaldiques. Ces ouvrages ont une signification majeure pour notre compréhension des anciennes traditions religieuses. Cependant, ces sources ont été enregistrées après la christianisation de l'Islande par des auteurs qui étaient eux-mêmes chrétiens. Certaines traces de la religion germanique sont conservées dans d'autres œuvres de chrétiens médiévaux comme la chanson des Nibelungen du moyen haut allemand et le Beowulf du vieil anglais.
Le folklore médiéval, voire plus tardif a également pu être utilisé comme source pour des croyances plus anciennes. Mais celui-ci a lui aussi été influencé par le christianisme.
Cependant, alors que les histoires peuvent voyager rapidement et changer facilement au fil du temps, ce qui rend les textes tardifs peu fiables pour la culture germanique précoce, la langue change de façon un peu plus prévisible. Grâce à la méthode comparative, il est possible de comparer des mots dans des langues apparentées et de reconstituer rationnellement ce que leurs formes antérieures perdues ont dû être et, dans une certaine mesure, ce que ces formes antérieures ont dû signifier. Cela permet ensuite de reconstruire les noms de certains dieux, êtres surnaturels et pratiques rituelles. Par exemple, toutes les langues germaniques utilisent un nom neutre similaire pour désigner les dieux païens : guþ gothique, dieu en vieil anglais, got en moyen haut allemand et guð en vieux norrois. Le proto-germanique avait donc sûrement un mot similaire avec un sens similaire.

## Histoire

Le char solaire de Trundholm, artéfact des alentours de -1400

### Religion païenne proto-germanique
On sait peu de choses sur les racines de la religion germanique.

### L'âge du fer romain

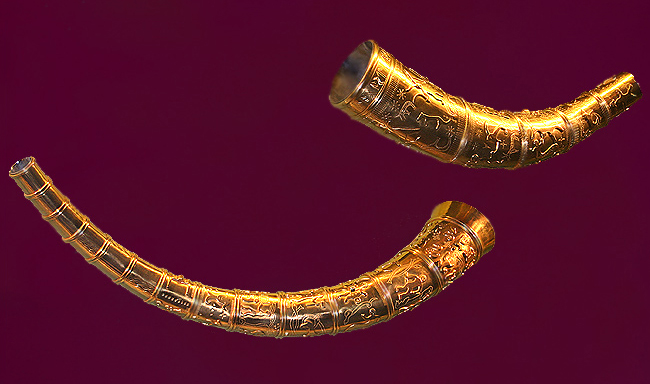
Les cornes d'or de Gallehus découvertes au nord de Møgeltønder, dans le Sud Jutland au Danemark, le 20 juillet 1639 sont datées des environs du V de notre ère.

Les premières formes de la religion germanique sont connues exclusivement à partir des vestiges archéologiques et ne peuvent donc être interprétées que sur la base d'études comparatives avec d'autres religions, ou bien par l'évaluation de la littérature scandinave, qui, en tant que derniers convertis parmi les pratiquants de la religion germanique, ont conservé un récit écrit de leur religion jusqu'au Moyen Âge. Outre les riches découvertes archéologiques, comme les preuves d'une vénération généralisée d'un dieu du feu, il existe également des preuves linguistiques attestant des pratiques religieuses germaniques. Les descriptions des formes les plus anciennes de la religion germanique reposent sur des reconstructions incertaines, elles-mêmes basées sur des comparaisons avec d'autres matériaux. Les découvertes archéologiques suggèrent que les peuples germaniques pratiquaient certains des mêmes rituels « spirituels » que les Celtes, y compris le sacrifice, la divination et la croyance en un lien spirituel avec l'environnement naturel qui les entourait. Les prêtresses germaniques étaient craintes par les Romains, car ces grandes femmes aux yeux éblouissants, portant des robes blanches fluides, brandissaient souvent un couteau pour les offrandes sacrificielles. Les captifs pouvaient se faire égorger et saigner dans des chaudrons géants ou se faire ouvrir les intestins et jeter les entrailles à terre pour des lectures prophétiques. Les rituels spirituels se déroulaient fréquemment dans des bosquets consacrés ou sur des îles au bord de lacs où brûlaient des feux perpétuels.
Diverses divinités présentes dans le paganisme germanique sont très répandues parmi les peuples germaniques, notamment le dieu connu des peuples germaniques continentaux sous le nom de Wodan ou Wotan, des Anglo-Saxons sous le nom de Woden, et des Nordiques sous le nom de Óðinn, ainsi que le dieu Thor - connu des peuples germaniques continentaux sous le nom de Donar, des Anglo-Saxons sous le nom de Þunor et des Nordiques sous le nom de Þórr. Le christianisme est absolument étranger aux peuples germaniques païens jusqu'au moment de leur contact et leur intégration à Rome.

#### Jules César
L'une des plus anciennes sources écrites sur la religion germanique est les Commentarii de Bello Gallico de Jules César, où il compare les coutumes celtiques très complexes aux traditions germaniques perçues comme très « primitives » :

« Les mœurs des Germains sont très différents ; car ils n'ont pas de druides qui président aux choses divines et ne font point de sacrifices. Ils ne mettent au nombre des dieux que ceux qu'ils voient et dont ils reçoivent manifestement les bienfaits, le Soleil, Vulcain, la Lune : ils ne connaissent pas même de nom les autres dieux. Toute leur vie se passe à la chasse et dans les exercices militaires ; ils se livrent dès l'enfance au travail et à la fatigue. »

— Jules César, Commentaires sur la Guerre des Gaules, 6.21.1-6.21.3
Les descriptions par César de la religion des tribus germaniques diffèrent grandement de ce que montrent d'autres sources, et les chercheurs religieux modernes ne leur accordent donc pas une grande valeur. En général, il décrit la Germanie comme un pays des merveilles barbare, très différent de l'Italie d'où il vient. De nombreuses caractéristiques qu'il attribue à la population contrastent donc avec le mode de vie romain. Cependant, il reconnaît dans la divinité la plus importante en Gaule le Mercure romain ; il compare également les divinités germaniques à d'autres dieux romains.

« Le dieu qu'ils honorent le plus est Mercure. Il a un grand nombre de statues ; ils le regardent comme l'inventeur de tous les arts, comme le guide des voyageurs, et comme présidant à toutes sortes de gains et de commerce. Après lui ils adorent Apollon, Mars, Jupiter et Minerve. Ils ont de ces divinités à peu près la même idée que les autres nations. Apollon guérit les maladies, Minerve enseigne les éléments de l'industrie et des arts ; Jupiter tient l'empire du ciel, Mars celui de la guerre ; c'est à lui, quand ils ont résolu de combattre, qu'ils font vœu d'ordinaire de consacrer les dépouilles de l'ennemi. »

— Jules César, Commentaires sur la Guerre des Gaules, 6,17,1

#### Tacite

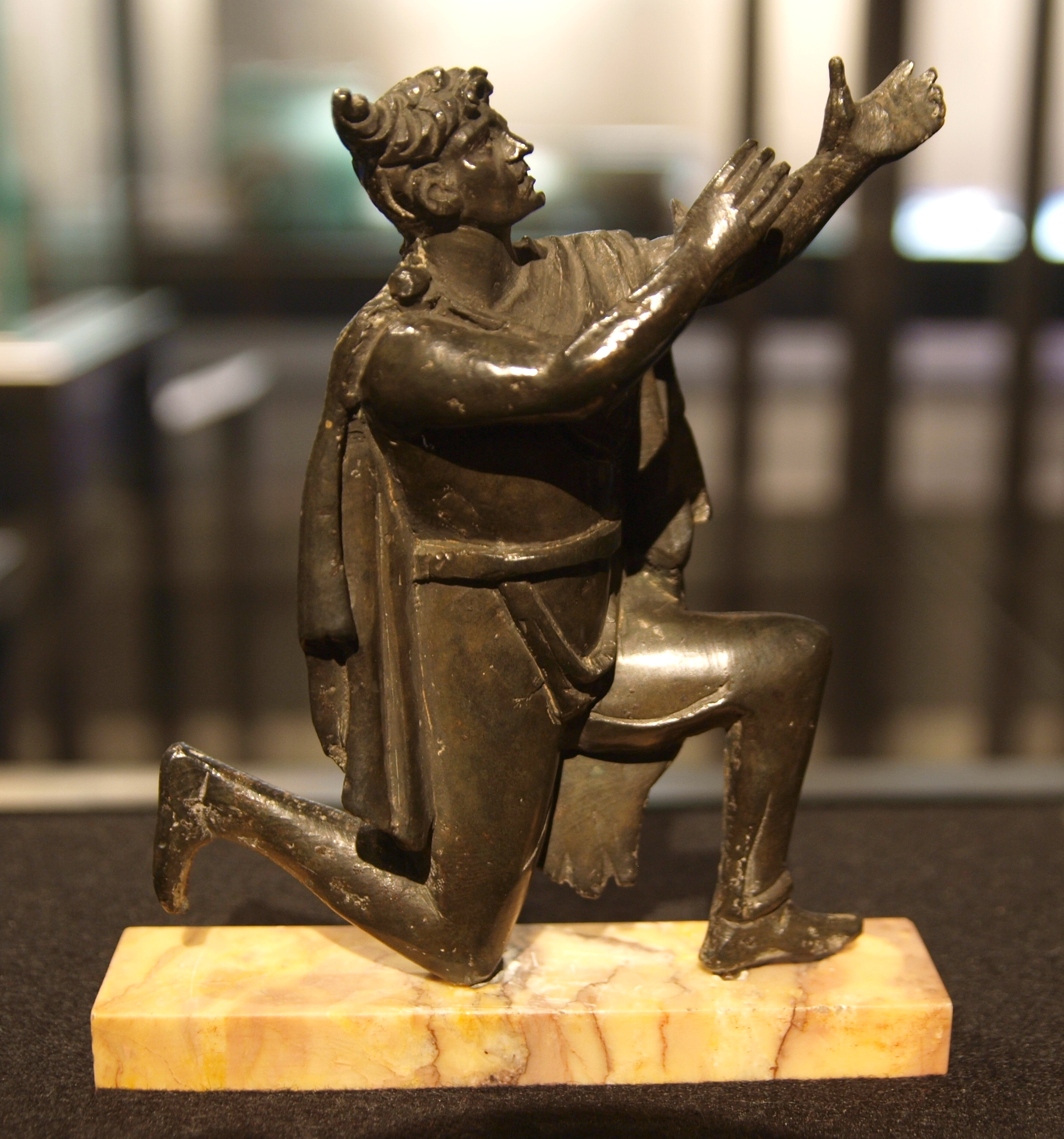
Figurine romaine en bronze représentant un Germain en prière, reconnaissable à son chignon suève.

Une description ultérieure et beaucoup plus détaillée de la religion germanique est écrite par Tacite vers 100 après J.-C. D'après cette description, les peuples germaniques sacrifiaient à la fois des animaux et des hommes à leurs dieux, qu'il identifiait à Hercule et à Mars. Il raconte également que le groupe le plus important, les Suèves, sacrifiaient également des prisonniers de guerre romains à une déesse qu'il identifiait à Isis.
Une autre divinité, qu'il appelle Nerthus, est honorée comme une déesse par plusieurs groupes dans la région du nord-ouest. Selon le récit de Tacite, ses disciples croyaient que Nerthus interagissait directement dans les affaires humaines. Son principal sanctuaire se trouvait dans le bosquet de Castum, situé sur une île. Un chariot couvert tiré par des taureaux était consacré à la déesse et seul le grand prêtre était autorisé à y toucher. Ce prêtre pouvait voir la déesse monter dans le chariot. Elle était transportée dans tout le pays et partout où elle arrivait, une fête et un festin étaient organisés en son honneur. Le prêtre proclamait la fin des festivités lorsque la déesse était fatiguée du contact avec les mortels, puis le chariot et le rideau étaient lavés. L'esclave qui accomplissait le rituel de purification était ensuite jeté dans le lac. Pendant le voyage de la déesse, ces tribus n'allaient pas à la guerre et ne touchaient à aucune arme. Selon Tacite, les Germains percevaient les bâtiments des temples comme des habitations inappropriées pour les dieux, et ils ne les représentaient pas sous forme humaine, comme le faisaient les Romains. Au contraire, ils les honoraient dans des forêts ou des bosquets sacrés.
La fiabilité de Tacite en tant que source dépend de l'objectif qu'il fixe à son ouvrage :  l'un des buts de la Germanie était de présenter à ses propres compatriotes un exemple des vertus qui, selon lui, leur manquaient.

### Âge du fer germanique

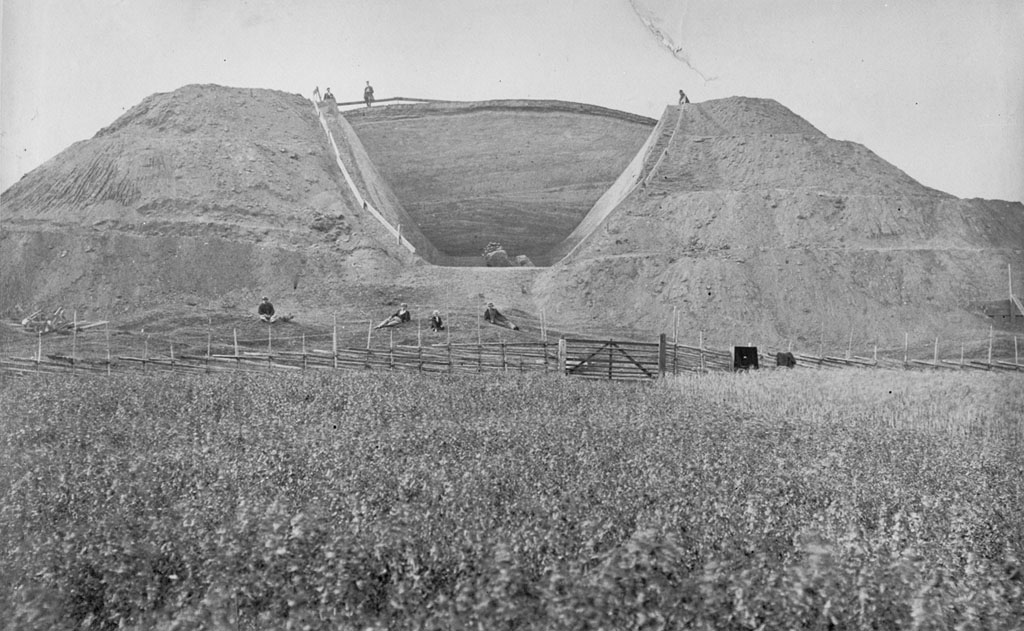
Les tumulus de Gamla Uppsala en 1874.

Le paganisme est encore pratiqué par les peuples germaniques lorsque l'empereur romain Constantin le Grand meurt en 337 après J.-C., car en dépit de sa conversion au christianisme, Constantin n'a cependant pas interdit les rituels païens dans certains temples de l'Empire. La porosité des frontières laisse place à une germanisation des provinces du nord de l'Empire comme en témoignent des artefacts identifiés à Arras et représentant une divinité germanique de la fertilité rappelant Freyr.Entre 391 et 392, Théodose Ier proclame officiellement l'interdiction des pratiques religieuses païennes dans toute sa région d'influence, et Justinien Ier fait de même. Les Francs se sont convertis au christianisme sous le règne de Clovis en 496 environ, sans qu'il y ait eu de période intermédiaire en tant que chrétiens ariens. Finalement, les tribus gothiques se sont détournées de leur foi arienne et en 589 se sont converties au christianisme trinitaire.
Certains des premiers historiens romains du VIe siècle après J.-C. témoignent des croyances païennes chez les peuples germaniques. L'historien et poète byzantin, Agathias, remarque que la religion alémanique est « solidement païenne et sans sophistication ». Cependant, pendant l'âge du fer germanique, la culture germanique est de plus en plus exposée à l'influence du christianisme et de la culture méditerranéenne ; par exemple, le chrétien goth converti Wulfila traduit la Bible du grec au goth au milieu du 4e siècle, créant ainsi la première traduction connue de la Bible en langue germanique. Un autre aspect de cette évolution est visible, par exemple, dans Jordanès, qui écrit l'histoire des Goths, Getica, au 6e siècle, puisqu'ils étaient chrétiens depuis plus de 150 ans et qu'ils dominaient l'ancienne région centrale romaine, l'Italie. Jordanès écrit que le dieu principal des Goths était Mars, qu'ils croyaient être né parmi eux. Jordanès ne se donne pas la peine d'utiliser le nom original du dieu, mais utilise plutôt la forme latine (Mars) et reconnaît que les Goths lui ont sacrifié des captifs. Les Goths se sont convertis à la forme arienne du christianisme au 4e siècle, au moment où le catholicisme est devenu la religion dominante de l'Empire romain, ce qui leur a valu l'étiquette d'hérétiques. Au fil du temps, les anciennes traditions religieuses ont été remplacées par la culture chrétienne, d'abord au sud, puis au nord. La transition précoce vers le christianisme et la disparition rapide des royaumes ont fait que les pratiques religieuses des tribus germaniques de l'Est sont presque inconnues.
Au Danemark, la pratique des offrandes votives reste importante jusqu'au XIe siècle comme en témoigne le site de Tissø, probablement dédié à Tyr. Contrairement à Lejre ou à Gamla Uppsala, le site de Tissø n'apparait pas dans les textes et tout ce que l'on sait du site provient de l'archéologie. Le complexe rural s'y développe à partir du milieu du VIe siècle. Il s'y trouvait une zone d'un hectare entourée de palissages avec plusieurs bâtiments enserrés ainsi qu'une halle de près de 40m de long. À la fin du VIIe siècle, le site se déplace vers le sud et s'agrandit jusqu'au IXe siècle. Des bijoux, armes et outils sont retrouvés au fond du lac, issus d'offrandes votives. Le site accueillait d'importantes célébrations rituelles dans la grande halle et en plein air. Le complexe est abandonné au XIe siècle.

### Angleterre
Les pratiques religieuses de germanophones stationnés dans la partie de la Grande-Bretagne romaine correspondant à l'Angleterre sont attestées par l'archéologie, notamment sous forme d'inscriptions.
À partir du cinquième siècle, la culture anglo-saxonne germanophone s'est établie en Angleterre, et les écrits ultérieurs de ses écrivains chrétiens ont constitué une source importante pour la religion germanique. Par exemple, le moine chrétien Bède le Vénérable, qui au début du VIIIe siècle a reproduit un calendrier traditionnel païen dans son ouvrage De temporum ratione (en), note que les Angles germaniques commençaient leur année les 24 et 25 décembre. En outre, certains fragments poétiques en vieil anglais ont survécu, tous transmis par des écrivains chrétiens. Parmi les œuvres importantes, le poème épique Beowulf et quelques instructions magiques sous forme de charmes métriques anglo-saxons,.

### Haut Moyen Âge

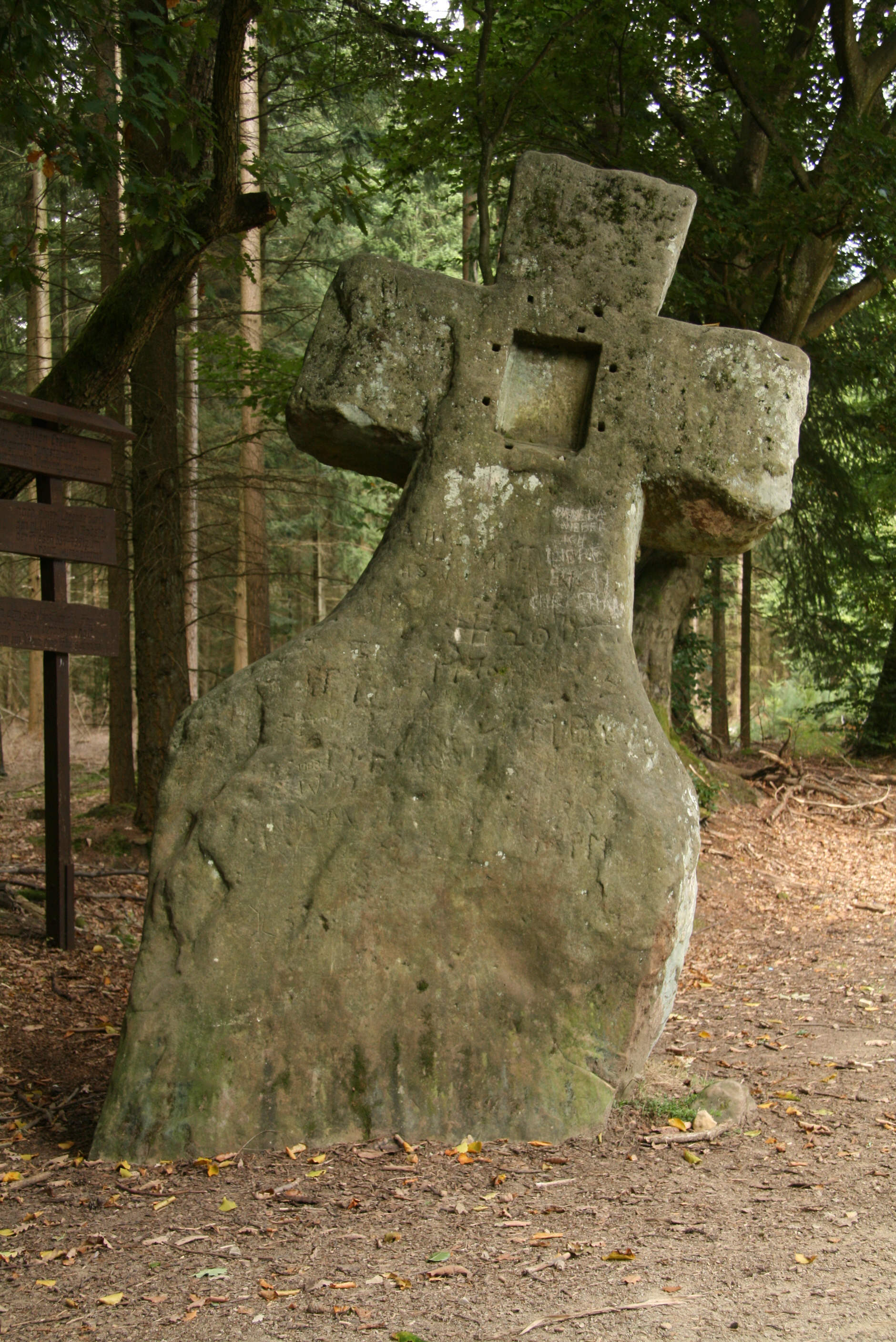
Mégalithe du néolithique sculpté ultérieurement en forme de croix.

Lorsque les Lombards germaniques envahissent l'Italie au milieu du sixième siècle, leurs forces sont composées de personnes pratiquant le christianisme orthodoxe et la forme arienne, mais une partie importante d'entre elles restent attachées à leur héritage religieux païen. Avec le temps, l'équilibre entre les croyants païens et chrétiens évolue. Finalement, pour de nombreux peuples germaniques continentaux qui s'accrochaient encore à leur ancienne foi, la conversion au christianisme se fait par la force armée, achevée avec succès par Charlemagne, dans une série de campagnes, la guerre des Saxons. Ces guerres font entrer les terres saxonnes dans l'Empire carolingien, ce qui entraîne des massacres, comme celui de Verden, où jusqu'à 4 500 personnes ont été décapitées, selon l'un des chroniqueurs de Charlemagne. Plusieurs siècles plus tard, des missionnaires et des guerriers anglo-saxons et francs ont entrepris la conversion de leurs voisins saxons. Un événement clé fut l'abattage du chêne de Thor près de Fritzlar en 723 après J.-C. Selon les récits qui subsistent, puisque Thor n'a pas réussi à tuer le missionnaire  Boniface de Mayence après que le chêne a touché le sol, les Francs stupéfaits ont commencé leur conversion à la foi chrétienne.
Au cours du huitième siècle, les Francs carolingiens ont cherché à éradiquer le paganisme germanique, lorsque, par exemple, Charlemagne a détruit le puissant tronc d'arbre Irminsul qui soutenait la voûte céleste des Saxons païens, de la même manière que Boniface avait détruit le chêne de Thor auparavant. Charlemagne institua alors un baptême de masse forcé, qui suscita beaucoup de résistances et incitait les Saxons à se révolter chaque fois que les forces franques étaient éloignées ; les Saxons, sous la direction de Widukind, anéantirent même des centres de mission chrétiens en territoire franc. L'historien J.M. Wallace-Hadrill affirme que Charlemagne était « très sérieux » quant à l'éradication du paganisme et que sa « tâche royale » consistait à convertir les païens « par le feu et l'épée si nécessaire » ; la puissance et l'influence durables du paganisme germanique sont révélées dans une certaine mesure par la quantité de mesures anti-païennes prises pendant la période de l'ascension franque.
Les premiers efforts pour évangéliser la Scandinavie remontent à la fin de la dynastie mérovingienne. Alcuin est l'auteur d'une de ces principales sources qui retrace le voyage de la première mission chrétienne menée par Willibrord, évêque d'Utrecht. En 725, celui-ci rencontre le roi Ongendus qu'il décrit comme « plus cruel qu'une bête féroce et plus dur que la pierre ».

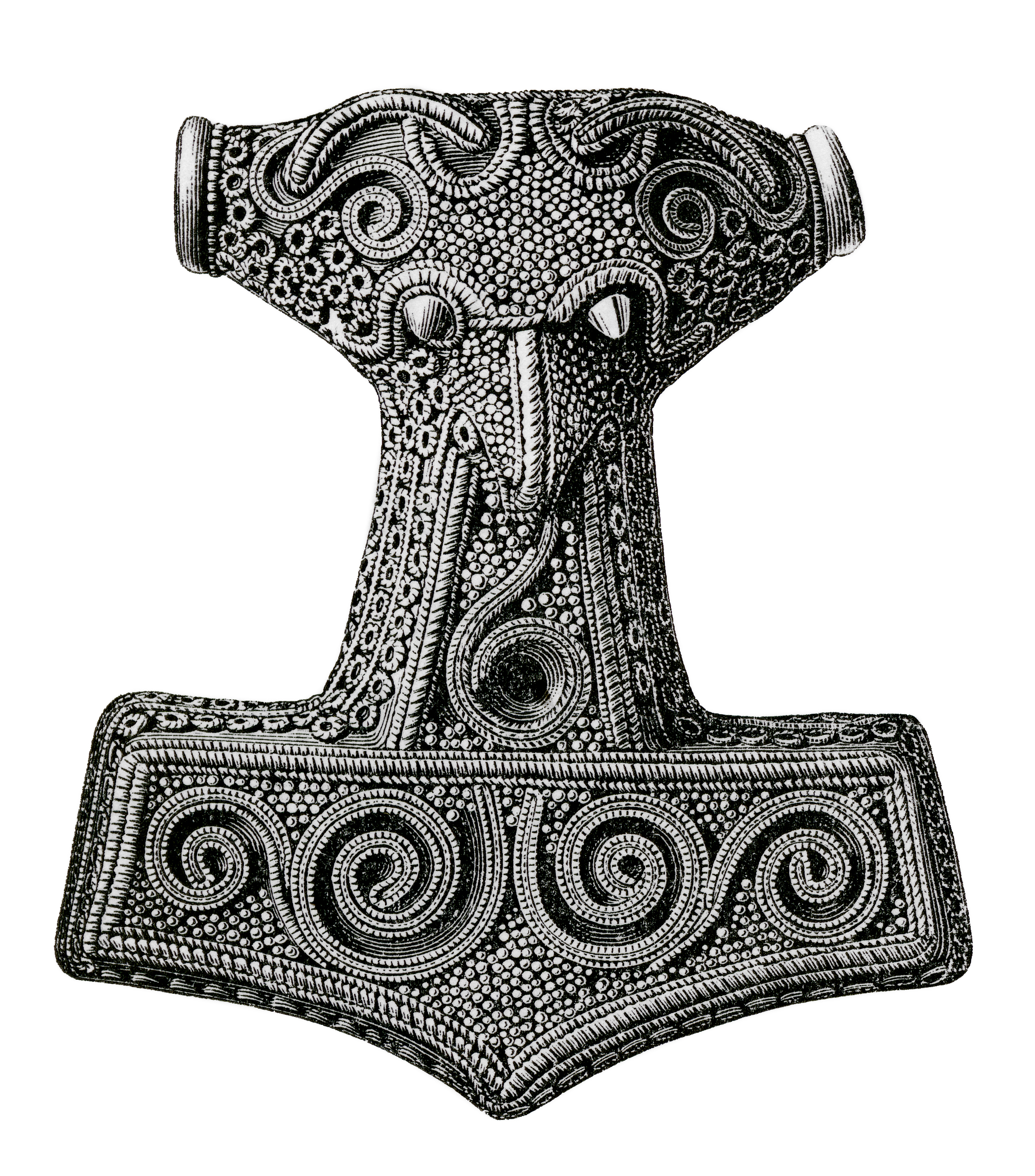
Marteau de Thor en argent.

Le passage du paganisme au christianisme a néanmoins été un processus inégal. Par exemple, lorsque le redoutable Harald Ier a tenté d'imposer le christianisme au Danemark au milieu du Xe siècle, les habitants se sont révoltés, ce qui a conduit son fils à le chasser du pays et à le ramener à ses pratiques païennes. Vers l'an 1000 de notre ère, l'Islande est officiellement déclarée chrétienne, mais les pratiques religieuses païennes restent tolérées dans la sphère privée. Le changement de religion se faisait dans certains endroits de manière pacifique, tandis que dans d'autres, il se faisait par conversion forcée. Le roi norvégien Olaf II (plus tard canonisé sous le nom de St Olaf), qui a régné au début du XIe siècle, a tenté de répandre le christianisme dans tout son royaume, mais a été contraint à l'exil par une rébellion en 1028 et tué à la bataille de Stiklestad en 1030. En 1080, le roi de Suède  Inge Ier, qui s'était converti au christianisme, fut exilé d'Uppsala par son propre peuple lorsqu'il refusa de sacrifier aux dieux païens. Néanmoins, la plupart des pays scandinaves se détournèrent de leurs pratiques païennes nordiques et se convertirent au christianisme dès le XIe siècle,. Adam de Brême fournit la dernière description du paganisme pratiqué dans les pays nordiques.

### Ère des Vikings
La religion scandinave au début du Moyen Âge est bien mieux documentée que les anciennes religions germaniques, grâce notamment aux textes écrits en Islande entre 1150 et 1400. Les ornements personnels de l'âge du bronze montrent des images de leurs dieux sur des chars, et les gravures rupestres de toute la Scandinavie, au sud de Trondheim dans l'Uppland suédois, révèlent des dieux, des prêtres et une faune variée. Le sacrifice faisait partie des festivités dans lesquelles les différents dieux recevaient des cadeaux, et où l'on essayait de prédire et d'influencer les événements de l'année à venir. La relation entre les dieux et les humains était comprise comme parallèle à celle qui existe entre un grand homme et ceux qui lui étaient soumis ; il était donc important de confirmer régulièrement la relation avec les dieux par des cadeaux. Les sacrifices sanglants étaient utilisés en temps de crise et pour les fêtes. Les récits du IXe siècle de la Ruthénie viking incluent le sacrifice « d'hommes, de femmes et de bétail » à leurs divinités.

## Influences

### Celtes

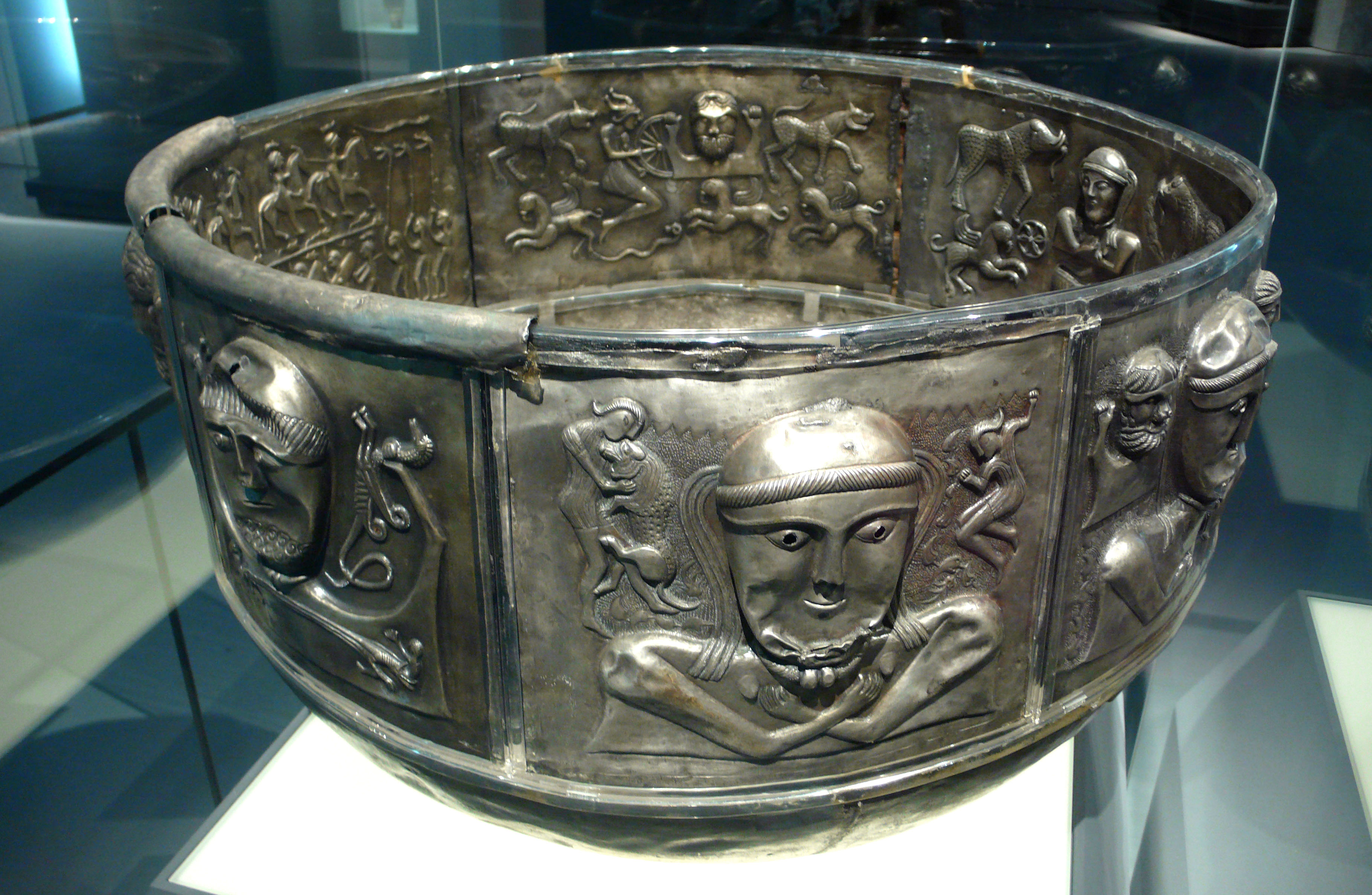
Chaudron de Gundestrup datant du Ier siècle av. J.-C., retrouvé en 1891 dans une tourbière du Jutland au Danemark.

Lors de la transition entre l'âge du bronze et l'âge du fer (environ 500 avant J.-C.), les coutumes vivantes et religieuses évoluent. Au lieu d'enterrer leurs morts, on commence à les brûler avant de les mettre en terre de manière cérémonieuse. Cette pratique funéraire est restée dominante jusqu'à la transition vers le christianisme au Moyen Âge. Dans des sources plus tardives, il semble que les peuples germaniques croyaient que les morts continueraient à vivre dans un royaume céleste grâce à l'incinération, tandis que ceux qui étaient déposés dans la terre sans être brûlés y resteraient. Les objets d'origine celtique dominent, et les motifs mythologiques trouvés dans de nombreux cas ont des liens évidents avec la région méditerranéenne ou la culture celtique. Selon l'historien Malcolm Todd, il est presque impossible de distinguer les premiers Germains des Celtes en se basant uniquement sur les preuves archéologiques. Bien qu'il y ait peu d'informations disponibles sur la mythologie germanique du début de l'âge du fer, les vestiges indiquent qu'il y a eu des changements dans les croyances religieuses des peuples germaniques au cours des siècles.

### Emprunts au monde romain
La proximité des frontières de l'Empire romain et des tribus germanophones a permis le contact entre différentes cultures dans une vaste région européenne, les traditions locales ont fini par emprunter des éléments culturels dérivés des Romains ; cela s'applique également aux peuples germaniques. Par exemple, en 300 après J.-C., les peuples germaniques ont commencé à diviser la semaine en sept jours, chaque jour portant le nom d'une divinité particulière.
Les sculptures créent une tradition commune à travers l'Europe, le Proche-Orient et l'Afrique du Nord. En Europe du Nord, des sculptures plus petites présentent des similitudes évidentes avec des modèles romains provenant de fouilles archéologiques - en particulier à Funen et Øland - datant de 200 à 400 après J.-C., ce sont des figures pouvant se tenir sur une table et qui sont soit en métal soit en bois. Malheureusement, il est impossible d'identifier les dieux que ces figures sont censées représenter ou de savoir quelles sont les croyances religieuses qui leur sont attachées. Une caractéristique particulière des figures germaniques, cependant, est l'absence de figures féminines qui étaient par ailleurs populaires dans l'Empire romain, ce qui indique une renonciation délibérée. Dans le contexte romain, ces types de figures étaient principalement utilisés dans le cadre du culte des dieux lares dans les maisons privées, où elles étaient placées sur de petits autels. Toutefois, il n'est pas certain qu'elles aient été utilisées dans le même but dans les pays nordiques. Peu à peu, ces figurines disparaissent à nouveau des trouvailles, et de l'époque viking, on ne connaît que très peu de figurines de petite taille.

## Rites

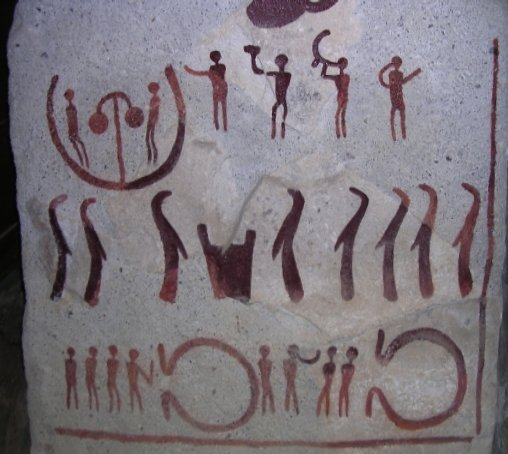
Détail de la tombe royale de Kivik, tumulus restauré d'une sépulture de l’âge du bronze nordique (vers 1000 av. J.-Chr.).

Les traces de la religion païenne germanique dans les périodes les plus anciennes de l'âge du fer celtique, sont connues exclusivement grâce aux découvertes archéologiques. Il s'agit notamment d'images et de vestiges de rituels, généralement des objets découverts dans des lacs et des marais, dont beaucoup remontent au néolithique jusqu'à l'âge du bronze et, surtout, se poursuivent à l'âge du fer. Les peuples de cette époque ont probablement perçu les marais et les marécages comme des lieux sacrés où le contact avec les pouvoirs divins était possible. Tacite a décrit la demeure de la déesse germanique Nerthus comme étant sur une île dans un lac. Dans plusieurs tourbières, on a trouvé des figures en bois brut transformé, représentant généralement des personnes et constituées de branches aux traits sexuels fortement accentués. Cela suggère probablement que les premiers dieux païens germaniques de la fertilité étaient associés à l'eau, une croyance qui se rapporte à des pratiques ultérieures.
Le sacrifice, attesté par les sources tant anciennes que médiévales, dans les noms de lieux, les reliques matérielles et dans les textes mythologiques païens germaniques, est parfois réalisé par les dieux eux-mêmes. Le sacrifice envoyait des objets, par leur destruction notamment, dans des endroits auxquels les vivants n'avaient plus accès ; le plus souvent, il consistait à les brûler ou à les jeter dans des lacs. Un élément important de ces rituels était la fête sacrificielle, qui comprenait des repas copieux et des boissons. De grandes offrandes publiques avaient lieu dans des lieux centralisés, et dans de nombreux endroits de l'ancienne Germanie, on a retrouvé les restes de ces sites.
Des figurines en bois ont été sacrifiées comme des personnes ; des victimes humaines ont souffert d'une mort soudaine et violente, selon ce qu'indiquent les découvertes archéologiques dans les marais - dans ce qui était autrefois la Germanie. Dans de nombreux cas, divers contrepoids ont été employés pour s'assurer que le corps était maintenu dans la tourbière, soit à l'aide de branches, soit à l'aide de pierres. L'historien danois Allan A. Lund affirme que les victimes ont été tuées parce qu'elles étaient considérées comme des sorcières qui apportaient le malheur à la société. Il explique cela par le fait que les victimes avaient été placées dans une tourbière, où elles ne se dissolvaient pas et n'étaient donc pas transférées dans l'autre monde, mais étaient au contraire conservées à jamais dans un état frontalier entre ce monde et l'autre.
La coutume païenne et germanique d'offrir des armes aux dieux est attestée dans le sud de la Scandinavie sur environ 50 sites où des armes ont été jetées dans un lac et sacrifiées après avoir été partiellement détruites ou rendues inutilisables. Sur ces sites, seules des armes et des biens ont été sacrifiés ; on ne trouve aucun ossement humain, et seuls des os d'animaux provenant de chevaux. Les épées sont pliées, les lances et les boucliers sont brisés. La majorité de ce type de sacrifice date de la période comprise entre 200 et 500 après J.-C. et beaucoup d'entre eux se trouvent dans le Jutland oriental, dans des endroits ayant accès au Cattégat, un détroit de 225 km de long entre la Suède et le Danemark. Le sacrifice par les Germains d'armes d'ennemis vaincus à leurs divinités est connu par des récits anciens et fait partie d'une offrande à Odin, au cours de laquelle le sacrifice d'armes affirme le lien entre les adorateurs et le divin.

## Folklore
Les tribus germaniques d'Europe centrale se sont progressivement converties au christianisme entre le VIe et le VIIIe siècle. Cependant, des éléments de la mythologie antique ont survécu au Moyen Âge sous forme de légendes, d'aventures, de contes épiques et de folklore. On en trouve des fragments, par exemple, dans les récits historiques écrits sur les différentes tribus, comme le récit historique des Lombards par le moine et historien Paul Diacre ou les contes de Willibrord d'Utrecht par Alcuin, qui était également théologien et conseiller de Charlemagne.
Mais en ce qui concerne surtout la religion nordique ancienne et, dans une moindre mesure, la religion anglo-saxonne, les sources écrites des premières pratiques spirituelles sont de nature très fragmentaire. Par exemple, les formules magiques de Mersebourg sont le seul texte païen écrit en vieil allemand, et qui contient des mentions des divinités Fulla, Wodan et Frigg Dans d'autres textes, y compris les chroniques et les représentations historiques, on trouve des allusions à la religion païenne, comme la destruction de l'Irminsul par Charlemagne - reproduite dans les Annales regni Francorum- ou l'invention du sapin de Noël par Saint Boniface. Comme le paganisme a été marginalisé par le christianisme, certaines parties de la religion païenne se sont maintenues dans le folklore de la population rurale ; la mythologie germanique a donc survécu dans les contes de fées, que les frères Grimm ont rassemblés et publiés dans leur ouvrage.

## Runes

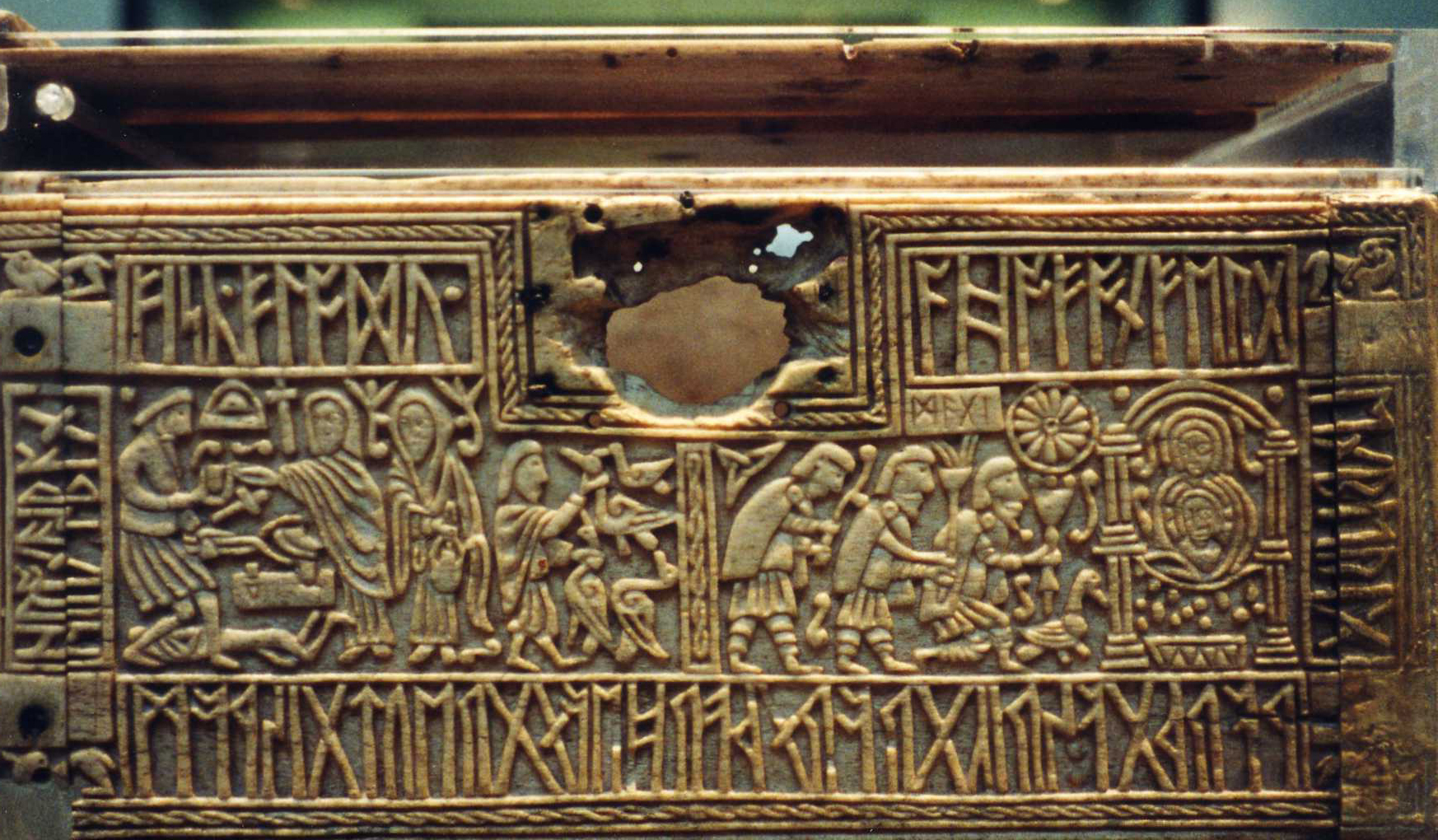
Détail du coffret d'Auzon, un reliquaire en os de baleine confectionné en Angleterre au VIIIe siècle.

L'écriture est une importante contribution romaine à la culture germanique. Vers 200 après J.-C., les inscriptions runiques commencent à apparaître dans le sud de la Scandinavie, jusqu'en 1300 environ. L'origine de cette écriture germanique particulière peut être liée à la forte influence romaine du centre de pouvoir de Stevns, dans le sud du Danemark. Les chercheurs se sont longtemps demandé si les runes avaient uniquement une signification religieuse ou si elles étaient également utilisées pour l'écriture quotidienne. Aujourd'hui, la plupart des chercheurs pensent que l'écriture n'aurait pas pu survivre aussi longtemps si elle avait été utilisée exclusivement dans des contextes rituels particuliers. On sait avec certitude que les runes étaient fréquemment utilisées à des fins religieuses. Dans le système magique des runes, chaque signe runique avait une signification particulière, et l'écriture cumulative de toute la série d'alphabets - le futhark - fonctionnait comme une formule magique. De plus, dans d'autres contextes, le texte écrit de la rune était utilisé pour des sorts sur des armes et des effets personnels.
D'autres preuves du contexte religieux des runes et de leur importance apparaissent dans le poème épique vieux-saxon, Heliand, écrit en vieux vers de haut allemand du neuvième siècle, où l'œuvre utilise des phrases séculières et païennes pour raconter l'évangile. Une ligne particulière du poème, « gerihti us that geruni » (« révèle-nous les runes »), démontre une confusion de l'idée chrétienne « Seigneur, apprends-nous à prier » avec les anciennes pratiques païennes. Les premiers prosélytes de la foi chrétienne ont dû utiliser des équivalents vernaculaires familiers pour transmettre les concepts chrétiens à leurs frères païens. Une fusion énigmatique des anciennes idées païennes, romaines et chrétiennes germaniques apparaît sur le coffre anglo-saxon connu sous le nom de coffret d'Auzon, qui contient un mélange des alphabets runique et latin.